# 底力
| ウィキペディアには「底力」という見出しの百科事典記事はありません（タイトルに「底力」を含むページの一覧/「底力」で始まるページの一覧）。 代わりにウィクショナリーのページ「底力」が役に立つかもしれません。 |